# Książki
Książki (niem. Ksionsken, 1878–1920, 1939–1945 Hohenkirch) – wieś w Polsce położona w województwie kujawsko-pomorskim, w powiecie wąbrzeskim, w gminie Książki.
W latach 1954–1972 wieś należała i była siedzibą władz gromady Książki. W latach 1975–1998 miejscowość administracyjnie należała do województwa toruńskiego.
Miejscowość jest siedzibą gminy Książki. Według Narodowego Spisu Powszechnego (III 2011 r.) liczyła 1960 mieszkańców. Jest największą miejscowością gminy Książki.
W Książkach znajduje się szkoła podstawowa im. Henryka Sienkiewicza. 
We wsi jest przystanek kolejowy Książki.
8 września 1939 roku w Książkach wojska niemieckie zamordowały 43 osoby.

## Zabytki
Według rejestru zabytków NID na listę zabytków wpisane są:
- kościół ewangelicki, obecnie rzymskokatolicki parafialny pw. Trójcy Świętej, lata 1868–1869, nr rej.: A/1271 z 12.03.2007
- cmentarz kościelny, nr rej.: j.w.

Na przykościelnym cmentarzu znajduje się mogiła zbiorowa ponad 130 ofiar hitlerowskich z czasów II wojny światowej. Znajduje się tu także cmentarz żołnierzy radzieckich, którzy zginęli zajmując miejscowość.